# Condor de Californie
Gymnogyps californianus
Genre
Espèce
Répartition géographique
Statut de conservation UICN

 CR C2a(i); D : 
En danger critique
Statut CITES
Le Condor de Californie (Gymnogyps californianus) est un vautour, qui vit sur la côte occidentale des États-Unis et en Arizona.
C'est la seule espèce du genre Gymnogyps.

## Description et mode de vie

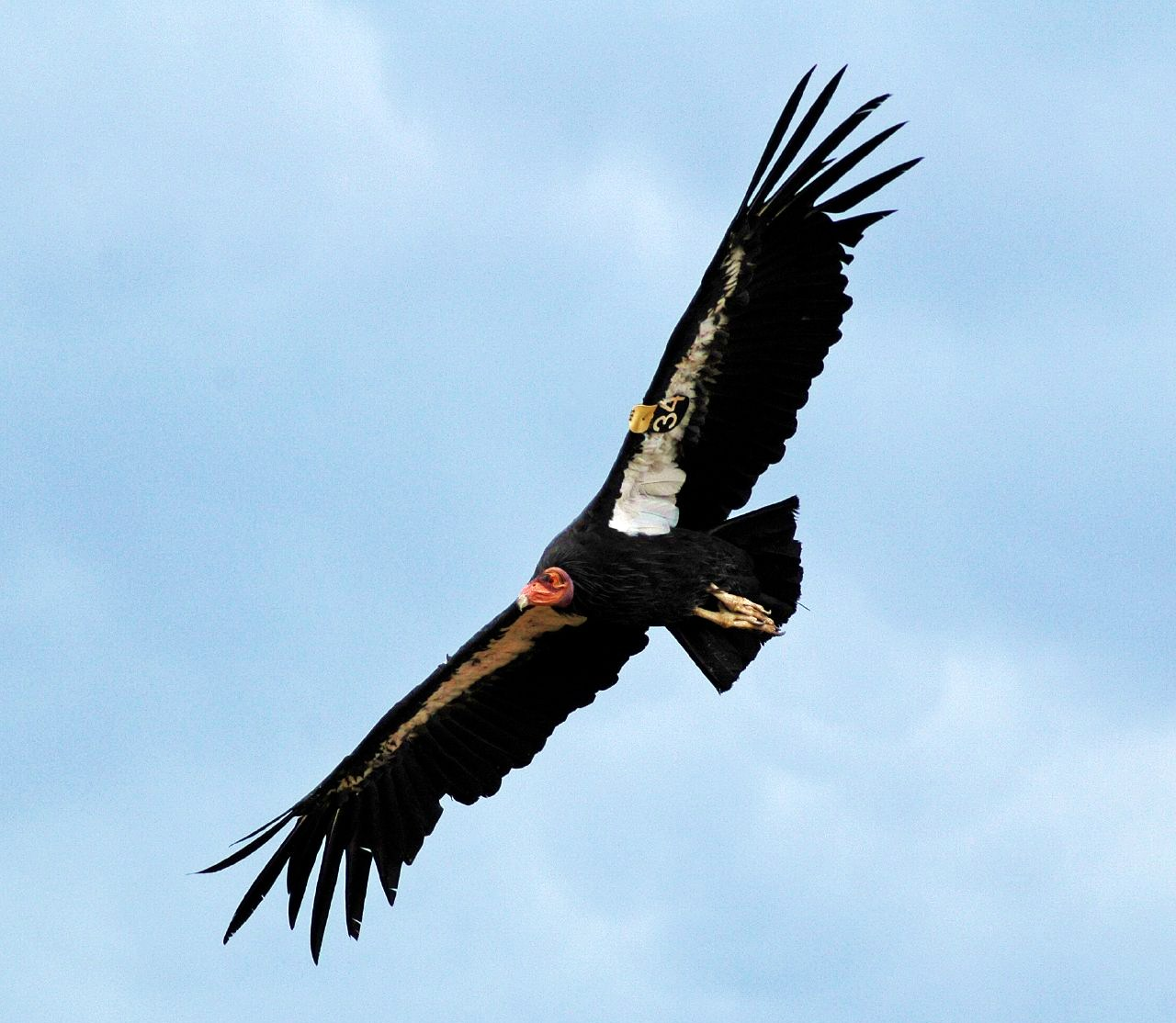
Condor de Californie en vol

Avec ses 1,40 mètre de longueur et 2,90 mètres d'envergure, c'est un des plus grands oiseaux du monde. En termes de poids, il rivalise avec le Condor des Andes avec 9 à 14 kg.
Bien que robuste et ne comptant que peu de prédateurs, cette espèce a failli s’éteindre en 1985 lorsque seuls 22 individus survivaient dans la nature uniquement en Californie. Elle a été sauvée in extremis par l’élevage en captivité (incubation artificielle d'œufs et élevage de jeunes, avec mise à disposition de viande pour les jeunes), qui a permis une tentative de réintroduction dans la nature, rendue difficile en raison d'une exposition extrême au saturnisme. Elle s'est néanmoins soldée par un certain succès puisqu'on recense 128 individus sauvages en 2006, dont 78 en Californie et 60 en Arizona (2007). Il y avait 276 animaux en liberté et 170 en captivité en 2016.
Son espérance de vie est normalement de 50 ans. Devenu adulte, il vit en couple monogame durable. Il atteint sa maturité sexuelle entre 6 et 8 ans. Il dépose un œuf unique à même le sol, sans construire de nid, dans une grotte ou dans une crevasse. L'œuf mesure en moyenne 12 à 13 cm et pèse environ 280 grammes. Le temps d'incubation est de 56 jours et le jeune quitte le nid vers 5/6 mois. Les femelles ne pondent qu'un œuf tous les deux ans environ, ce qui est très long, et a constitué une des causes du déclin de l'espèce. Sous certaines conditions mal déterminées, les œufs peuvent éclore d'un oisillon mâle sans qu'il n'y ait eu fécondation : la reproduction du condor de Californie peut donc parfois être parthénogénétique.

## Répartition
On le trouvait autrefois dans presque toute l'Amérique du Nord, de la Colombie-Britannique à la Californie et à la Floride. Il y a environ 10 000 ans, l'espèce connut un déclin important à la suite des extinctions massives de la fin du pléistocène.
Leur nombre baissa de manière importante aux XIXe et XXe siècles : il disparut de l'Arizona dans les années 1920. Il ne restait que neuf individus en Californie en 1985. L'oiseau fut classé sur la liste fédérale des espèces en danger en 1967.
L’aire de distribution actuelle est celle des zones de tentative de réintroduction : les montagnes de la Californie et le nord de l’Arizona, en particulier le parc national du Grand Canyon.

## Comportement
Le condor de Californie utilise les vents ascendants pour se déplacer : il peut atteindre la vitesse de 80 km/h et faire jusqu'à 160 km de trajet dans la même journée et sans effort particulier.
Cet oiseau, qui peut faire de longs voyages pour se nourrir, remplissait une fonction écologique et sanitaire essentielle, proche de celle des vautours, en se nourrissant des charognes ou restes de charognes de bisons, cerfs, élans, etc. tués par les loups, lynx, couguars, coyotes ou par les hommes. Après la régression des bisons massivement tués par les colons, les cadavres de vaches et de moutons sont devenus importants dans son alimentation, avec les animaux mortellement blessés à la chasse ou par des véhicules (roadkill) et non récupérés par les chasseurs ou l'équarrissage.

## Menaces et cause de régression

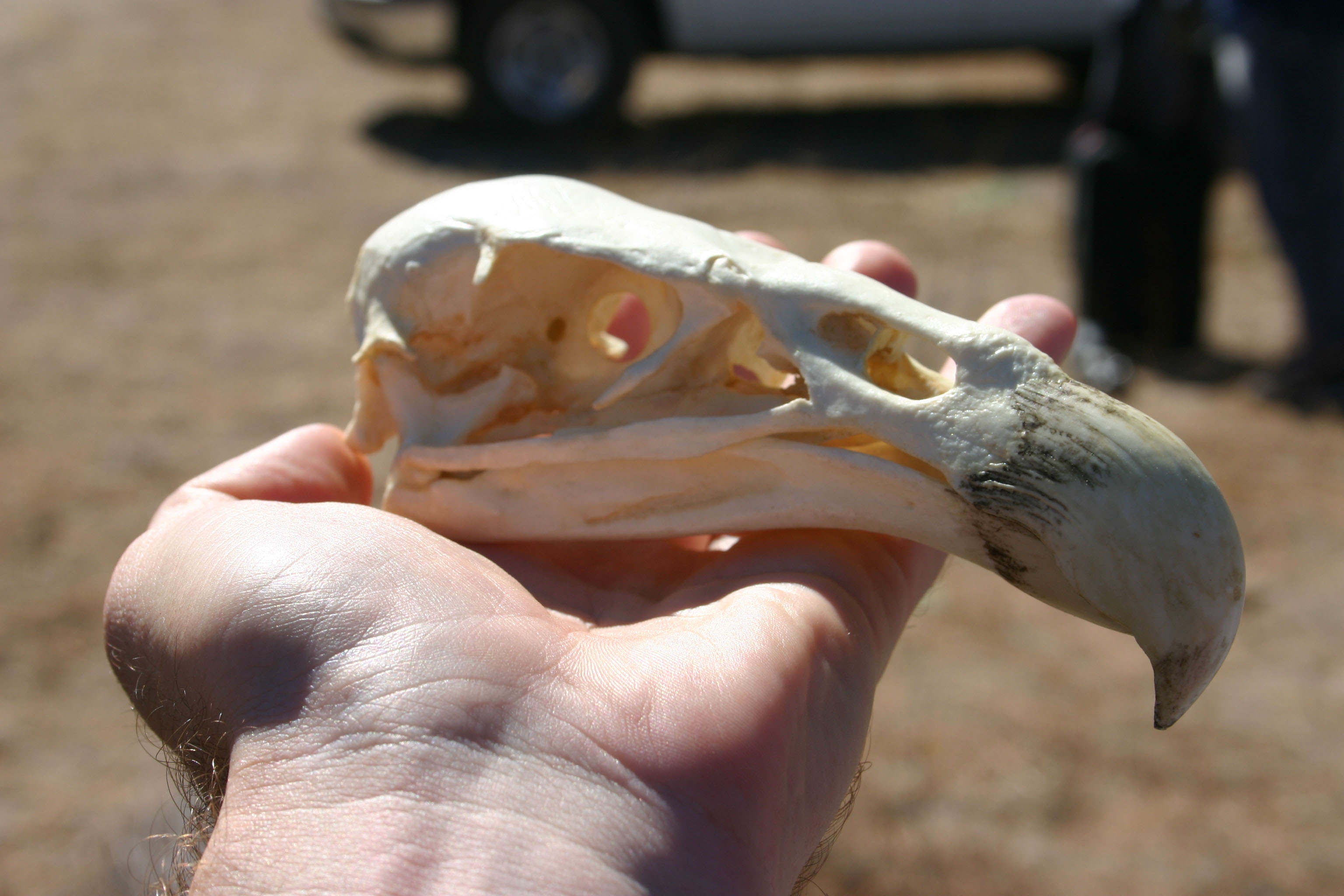
Crâne de condor.

Bien que ses plumes aient été utilisées pour les parures, il ne semble pas avoir pâti de la chasse par les Amérindiens. C’est avec l’arrivée des pionniers qu’il a brutalement régressé pour devenir rare au milieu du XIXe siècle et très rare au XXe siècle, en raison de la chasse, des collectes d'œufs, et à cause des appâts empoisonnés disposés par les éleveurs contre les prédateurs, mais aussi à cause de l'industrialisation de l'agriculture qui l'a privé des grandes carcasses dont il se nourrissait.
Il est possible qu'il ait localement souffert de pollutions industrielles (mercure, plomb..), mais c’est surtout l'intoxication par le plomb de chasse qui est devenu sa première cause de disparition. Le Condor de Californie mange en effet les cadavres en commençant généralement par la plaie constituée par l'entrée de la balle quand l’animal a été tué ou blessé à la chasse. Il peut aussi ingérer la ou les balles qui sont restées dans le cadavre, ce qui explique que le saturnisme reste la première cause de mortalité des condors adultes, malgré les efforts plus importants et plus précoces pour réduire le plomb dans l'environnement en Amérique du Nord. La plupart des oiseaux ne sont intoxiqués que par la grenaille de plomb, mais les gros oiseaux tels que cygnes ou condors sont régulièrement victimes d’empoisonnement aigu par ingestion de balles de plomb ou de plomb (turlutte et autres agrès) de pêche (pour le cygne).
La zone de réintroduction (Big Sur) est peu polluée et est l'une des moins chassées de l'Ouest des États-Unis. L'exposition au plomb de chasse y était donc jugée être un risque faible pour les condors. Mais l'observation au sol, par radiotracking et par satellite, a montré que, si les jeunes acceptaient de se nourrir des cadavres « propres » apportés par les hommes à proximité, les adultes, eux, pouvaient consommer des cadavres de cerfs communs jusque dans le comté du Sud-Monterey au nord et dans le comté de San Luis Obispo au sud, où les cervidés sont encore chassés avec - le plus souvent - des munitions au plomb. Les balles de plomb ou fragments de balles (parfois improprement nommés shrapnels en référence aux éclats d'obus de la Première Guerre mondiale) présents dans les carcasses de cerfs communs sont la cause probable de ce saturnisme.
On sait depuis longtemps que les rapaces situés au « sommet » de la chaîne alimentaire sont particulièrement touchés par le saturnisme lié à l’ingestion indirecte de plomb de chasse ou de pêche (100 % de 100 busards des roseaux testés en France dans deux grandes zones humides étaient atteints de saturnisme aigu[réf. souhaitée]), le pygargue nord-américain est également souvent victime de saturnisme induit par la chasse et la pêche, mais, les condors sont probablement encore plus sensibles au plomb que les autres rapaces, car ils ne régurgitent pas les plumes, os et autres fragments et objets indigestes qu’ils mangent. Or, chez la plupart des oiseaux, les plumes, mais surtout comme chez les mammifères, les os fixent et accumulent le plomb ingéré et non excrété (80 % de ce plomb est stocké dans les os). L'acidité élevée de ses sucs gastriques facilite le passage rapide du plomb dans son sang.

## Programme de réintroduction

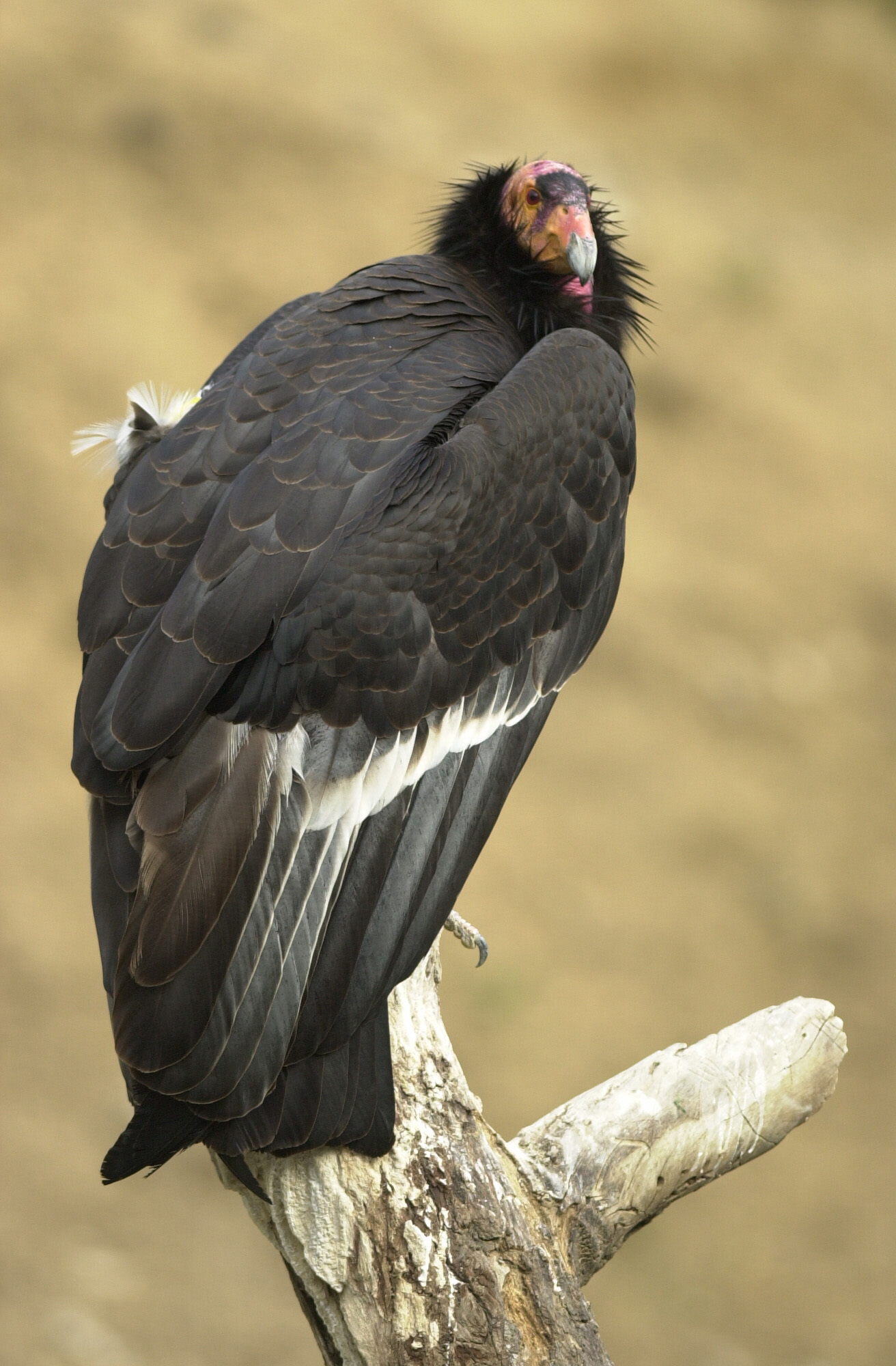

### Objectifs
Il a été lancé en 1992 par le gouvernement fédéral et plusieurs ONG (dont la Wilderness society) alors que le nombre d’individus (toujours maintenus en zoos) était jugé devenu suffisant pour tenter de reconstituer deux noyaux de population, l’un au sud de la Californie, l’autre au nord de l’Arizona, chacun à partir de 150 individus, incluant 15 couples élevant un petit.

### Histoire de la réintroduction
L'élevage en captivité a débuté par le prélèvement dans la nature de l'œuf issu de la première ponte de condors sauvages.
En 1983, le premier poussin, né en captivité, éclot d'un œuf pondu dans la nature, après incubation artificielle au zoo de San Diego.
Dans le but de sauver le condor de Californie, la décision fut prise en 1985 de capturer tous les individus quand la population sauvage tomba à 9 condors. Le dernier condor volant en liberté fut capturé en 1987.

Le premier poussin conçu en captivité éclot en 1988 au Wild Animal Park de San Diego.

En 1992, les premiers condors élevés en captivité furent réintroduits dans la nature en Californie, alors que la population captive s'élevait à 52 individus.
Six oiseaux ont été réintroduits dans le Grand Canyon en 1996. On en compte, en 2007, soixante oiseaux dans tout l'État d'Arizona.
17 condors ont été réintroduits dans la zone de Big Sur (zone montagneuse littorale de 150 km de long sur la Caldeira de Californie), dans une zone sauvage, pauvre en sources de pollution et peu fréquentée par les chasseurs et donc a priori parmi les moins contaminées en plombs (grenaille) de chasse. Ils sont contrôlés tous les 6 mois. Ils avaient au début de l’expérience des plombémies plus basses que la moyenne et qu’ailleurs. Pourtant, fin 2002, l’un des 17 condors de Californie réintroduit par la Ventana Wilderness Society a dû être soigné pour saturnisme aigu et 7 de ses compagnons (sur 9 analysés) présentaient des plombémies caractéristiques d'un saturnisme chronique, mais permettant toutefois selon les vétérinaires qu’on les relâche dans la zone de réintroduction.
En mai 2012, il y avait 405 condors de Californie vivants, dont 226 à l'état sauvage et 179 en captivité.
Fin 2016, il y avait 276 animaux en liberté et 170 en captivité.
Fin 2017, la population totale avait augmenté. Il y avait 463 condors vivants, dont 290 en liberté et 173 en captivité.
Fin 2018, il y a 488 animaux, dont 312 en liberté et 176 en captivité.
Fin 2019, il y a 518 animaux, dont 337 en liberté et 181 en captivité.
Fin 2022 la population totale compte 537 animaux, dont 336 vivant dans la nature, et 201 en captivité.

## Difficultés

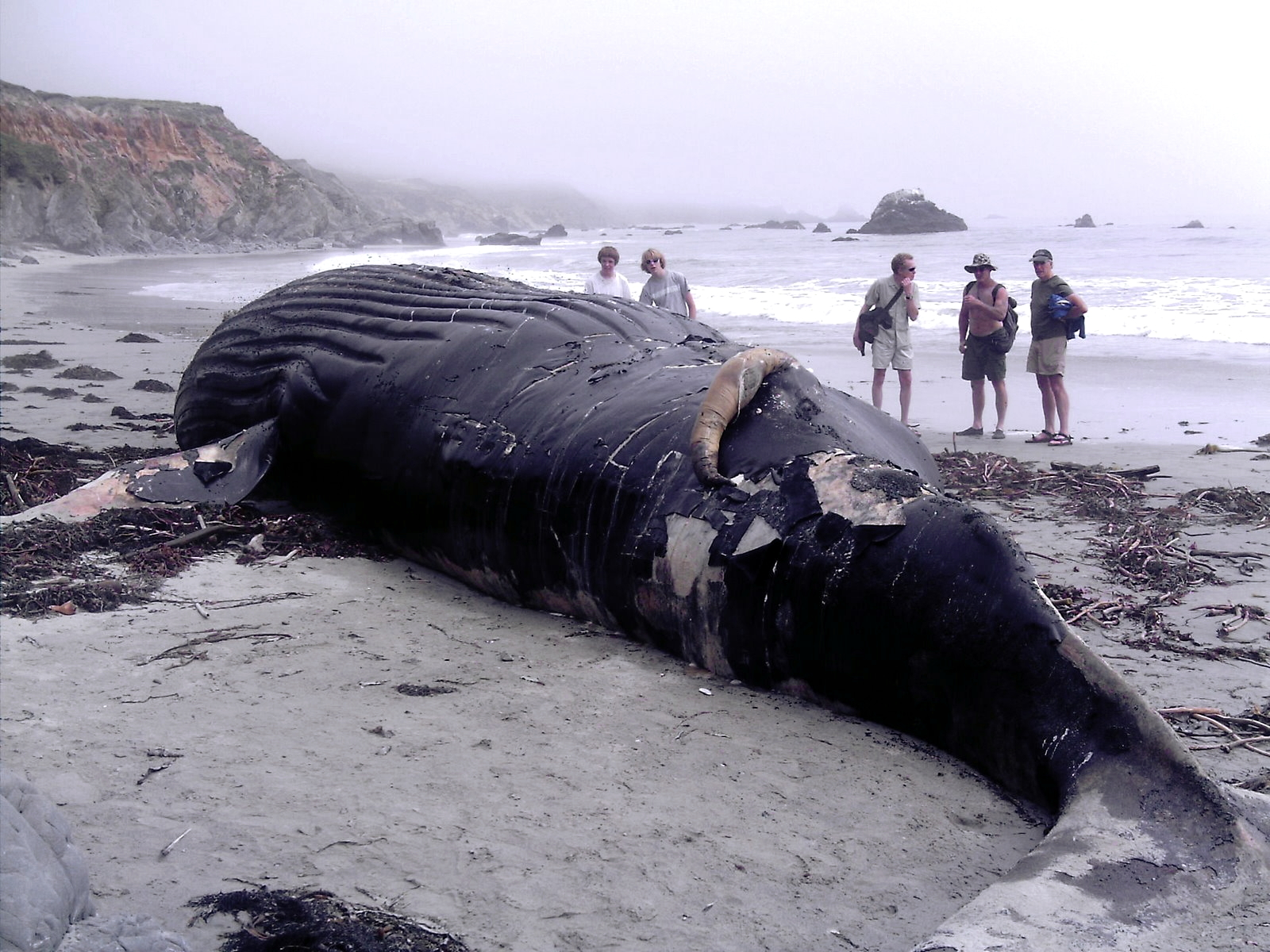
Les cadavres de baleines et plus encore de cachalots sont très pollués par les métaux lourds, les pesticides et autres polluants bioaccumulés. Ils peuvent être une source de contamination supplémentaire et importante pour les nécrophages qui les consomment. Celui-ci s'est échoué près de Big Sur.

### Contamination par le plomb
On a constaté par de nombreuses analyses que c'est une des causes les plus fréquentes de mortalité de cette espèce, même si d'autres métaux et toxiques ont été retrouvés dans l'organisme de ces nécrophages,. Beaucoup des oiseaux relâchés en bonne santé après acclimatation sont morts rapidement, presque toujours pour les raisons qui ont récemment conduit au déclin général des populations du condor et d'autres oiseaux : intoxication par le plomb (balle ou grenaille de plomb) des munitions, et ce, pour les adultes, en dépit d’une offre en alimentation saine.
Quatre des condors réintroduits en Arizona et l’un de ceux du sud de la Californie sont morts de saturnisme aigu en 2001. Et plusieurs autres oiseaux morts et non retrouvés en Californie du nord pourraient aussi être morts de saturnisme.
Depuis 1997, les oiseaux réintroduits sont suivis par des analyses de sang. Treize d’entre eux ont dû subir un traitement médicamenteux continu pour intoxication par le plomb (chélateurs).
Les restes des cadavres de quarante autres des condors relâchés dans la nature ont été trouvés entre 1993 et 2002, victimes de collisions avec des lignes électriques ou mangés par des aigles ou des coyotes, ou après une mort dont les causes sont restées inconnues. Ces restes étant très dégradés, ils n’ont pas fait l’objet d’analyse de plomb, mais il est possible que le plomb soit — au moins pour certains cas — un facteur responsable de leur mort prématurée.

#### Plombémie et saturnisme
Rappel : la plombémie ne traduit que la contamination récente. Seule une analyse du plomb dans les os et le foie aurait permis d'évaluer l'exposition à une intoxication chronique, mais elle ne peut se faire sans affecter l’intégrité de l’oiseau ou l’exposer à des radiations.
Le plomb est un métal très mou qui s’érode et se solubilise très vite au contact des sucs gastriques lorsqu’il ne s’agit pas de gros morceaux. Le plomb neurotoxique peut paralyser le système digestif puis musculaire des vautours. Or, le plomb n’a été interdit que dans la grenaille et que dans certains pays ou que dans les zones humides. En 2006, le tir à balle de plomb reste la règle pour le grand gibier et le plomb de pêche reste utilisé presque partout (il empoisonne régulièrement les cygnes qui peuvent être consommés par les vautours et condors). Ce plomb reste une des principales menaces pour la survie de l’espèce selon la Ventana Wilderness Society .
Quand un condor présente les symptômes du saturnisme, il est radiographié. Si des restes de balles ou de grenaille de plomb sont visibles dans le gésier, après injections de chélateurs permettant de diminuer l’absorption du plomb et en facilitant l'excrétion, les restes de plomb sont extraits avec l'aide d’un endoscope. Si l'intoxication est grave, l'oiseau est gardé en convalescence au Monterey County SPCA (spécialement créé pour traiter le saturnisme chez l'oiseau) avant d'être relâché et réadapté au vol dans un enclos extérieur dans le Big Sur.

#### Facteur aggravant d’autres causes de mortalité
Le plomb est source d’anémie. Neurotoxique, il affecte l’intelligence, la vigilance et le comportement des oiseaux, en diminuant leurs réflexes et leur habileté à bien voler. Pour cette raison, les risques de mort par prédation et par collision avec des véhicules (Roadkill) ou avec des câbles électriques ou diverses superstructures (pylônes, antennes, ponts, vitres, etc.) augmentent chez les oiseaux intoxiqués par le plomb. Le plomb est très probablement, chez l’oiseau comme chez l’homme, une source d’échec accru de la reproduction, de diminution de l’immunité et donc de la fitness (démontré expérimentalement chez le canard colvert[réf. nécessaire]).

#### Traiter le problème à la source…
La Wilderness Society a lancé un programme de formation, sensibilisation et action contre le saturnisme aviaire (aigu ou chronique) vers les associations de chasse et de tir, les ranchs privés, les armuriers et magasins de sport, avec distribution de milliers de brochures sur les munitions moins toxiques. En 1999, elle a enfin convaincu plusieurs propriétaires de ranchs de Californie du nord de remplacer leurs balles de plomb par une nouvelle balle moins toxique (tungstène) quand ils doivent tuer du bétail malade ou blessé (remarque : ces animaux pourraient également être endormis et tués sans utilisation de produit toxique ou rémanent, mais l'usage d'armes à feu est un phénomène social particulièrement ancré aux États-Unis).

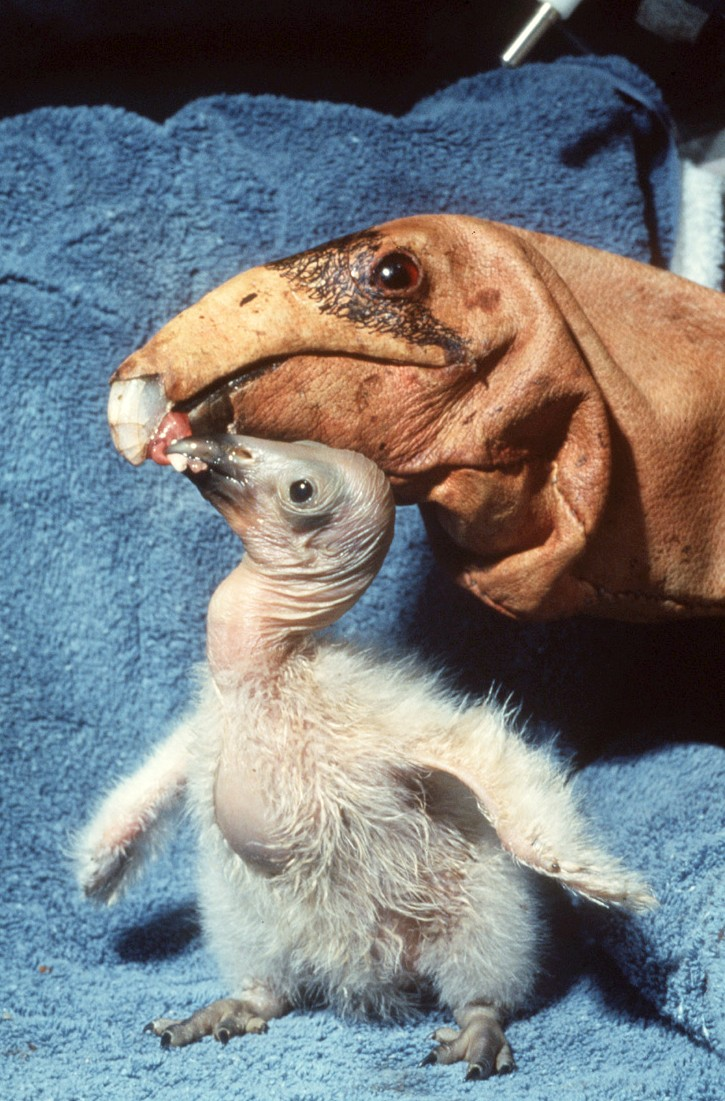
Petit condor de Californie nourri grâce à une marionnette en forme de tête de condor.

#### Alimentation de substitution
Une nourriture « propre » et contrôlée est offerte aux condors. Les propriétaires de ranchs locaux sont également invités à offrir leurs veaux mort-nés, jugés a priori « propre » (du point de vue de la teneur en plomb). Pour ne pas accoutumer les condors à l'homme, ces cadavres sont apportés de nuit, emballés dans du plastique à proximité des gîtes. Cependant, les adultes expérimentés partent instinctivement de plus en plus loin pour aller chercher eux-mêmes leur nourriture.

#### Élimination des sources de risques
La Fondation invite les chasseurs à enterrer profondément les restes et les abats d'animaux tués à la chasse, et de rechercher et achever les animaux blessés, ce qui est par ailleurs recommandé pour des raisons sanitaires (dont par crainte de diffusion de l’encéphalopathie spongiforme à prions (Chronic wasting desease ou CWD) qui se développe chez les cervidés en Amérique du Nord ou pour réduire le risque de diffusion d’autres éventuels pathogènes du gibier). Cependant, de nombreux animaux blessés s’enfuient et se cachent soigneusement pour mourir. Leur plomb peut empoisonner les charognards, parfois loin de l’endroit où ils ont été blessés, ou bien plus tard. Enfin, de nombreux charognards ont un odorat assez fin pour exhumer des cadavres insuffisamment enterrés (et enterrer les restes de cadavres dans les lieux rocailleux est difficile). La chasse à l’arc qui se développe se présente comme un moyen de chasser plus « proprement » du point de vue « métaux lourds » et en perturbant moins l'environnement, mais elle n’est encore pratiquée que par une très petite minorité et nécessite plus d'habileté et de précision qu'avec les armes à feu. De plus, s’il s’avérait que la grenaille est une des origines importantes de ce saturnisme, elle sera biodisponible pendant des décennies et peut-être pendant des siècles dans l’environnement.

#### Perspectives
Un projet est de faire des analyses isotopiques du plomb pour savoir par exemple si la grenaille ou les balles sont principalement responsables, ou s'il y aurait d'autres sources de plomb. Ce type d’analyse a permis au Canada et chez les Inuits de prouver de manière incontestable la responsabilité du plomb de chasse dans le saturnisme qui affecte les bébés inuits dont les parents ont consommé des oiseaux qui ont eux-mêmes ingéré des billes de plomb de chasse. Cette approche permettrait de tracer l’origine du plomb mesuré dans le sang des condors, et d’en identifier les origines : chasse, pêche, fond géologique naturel, reliquats de plombs provenant de l’essence plombée (interdite aux États-Unis depuis plus de 20 ans) pour réduire efficacement, c'est-à-dire à la source, les apports de plomb à l’environnement.
Enfin, le gouverneur de Californie, Arnold Schwarzenegger, a signé le Ridley-Tree Condor Preservation Act le 13 octobre 2007 qui interdit l'usage de munitions au plomb par les chasseurs dans les zones où vivent les condors de Californie.

### Fièvre du Nil
Pour augmenter les chances de survie de l’espèce, en novembre 2002, le zoo de Los Angeles, après avoir testé un nouveau vaccin contre le virus du Nil occidental sur des condors captifs, a décidé de vacciner les condors réintroduits dans la nature, afin de les préserver de cette maladie qui pourrait être un facteur supplémentaire de menace pour cette espèce toujours menacée d’extinction. Le virus de la fièvre du Nil, probablement importé d'Europe et diffusé par les moustiques, tue beaucoup d'oiseaux des zoos américains, notamment les buses à queue rousse et les hiboux grands-ducs d'Amérique, qui y ont été décimés.

## Bilan sur la survie de l'espèce
Les données acquises grâce à ces condors confirment, si besoin était, que le plomb de chasse affecte de manière grave et majeure des espèces-clés telles que les charognards. Elles invitent à une réglementation imposant des munitions non toxiques ou moins toxiques (à grenailles, mais aussi balles) ou d'autres modes de chasse (arc, piégeage non vulnérant et mort « propre »).
Les 17 condors de la Wilderness Society constituaient en 2002 près de la moitié de la population totale des condors sauvages libres d'Amérique du Nord (40 oiseaux fin 2002). Tous ont été élevés en captivité à Los Angeles et à San Diego avant plusieurs mois de réacclimatation à la vie sauvage (à l'âge de 6 mois) au sanctuaire de la Ventana Wilderness Society's. Fin 2002, 202 individus survivaient dans le monde, dont 129 dans les zoos en captivité. Sur 73 Condors réintroduits et survivant dans la nature fin 2002, 40 vivaient en Californie, toujours vulnérables au saturnisme, même dans les zones choisies pour sa réintroduction où le risque était jugé le moins élevé. Cette espèce peut être considérée comme un bioindicateur de l'état de l'environnement et des impacts secondaires du plomb de chasse. Dans d'autres pays, des espèces proches, dont les vautours, en forte régression sur presque toute la planète, seraient également touchés par cette intoxication. Cet oiseau a été sauvé car devenu une espèce phare par sa taille et sa notoriété. Ailleurs, 1 200 espèces aviaires sont encore menacées selon l’UICN et pourraient disparaître au XXIe siècle si rien n’est fait selon BirdLife International. Les cartouches et balles sans plomb sont un des moyens de diminuer le risque, mais les munitions accumulées dans l'environnement resteront longtemps une source d'intoxication des oiseaux et de leurs prédateurs, et, peut-on penser, des consommateurs de certains gibiers.

### Sources
- Bibliographie sur le saturnisme aviaire
- (en) Source 2002
- (en) Article / USA